# Глера

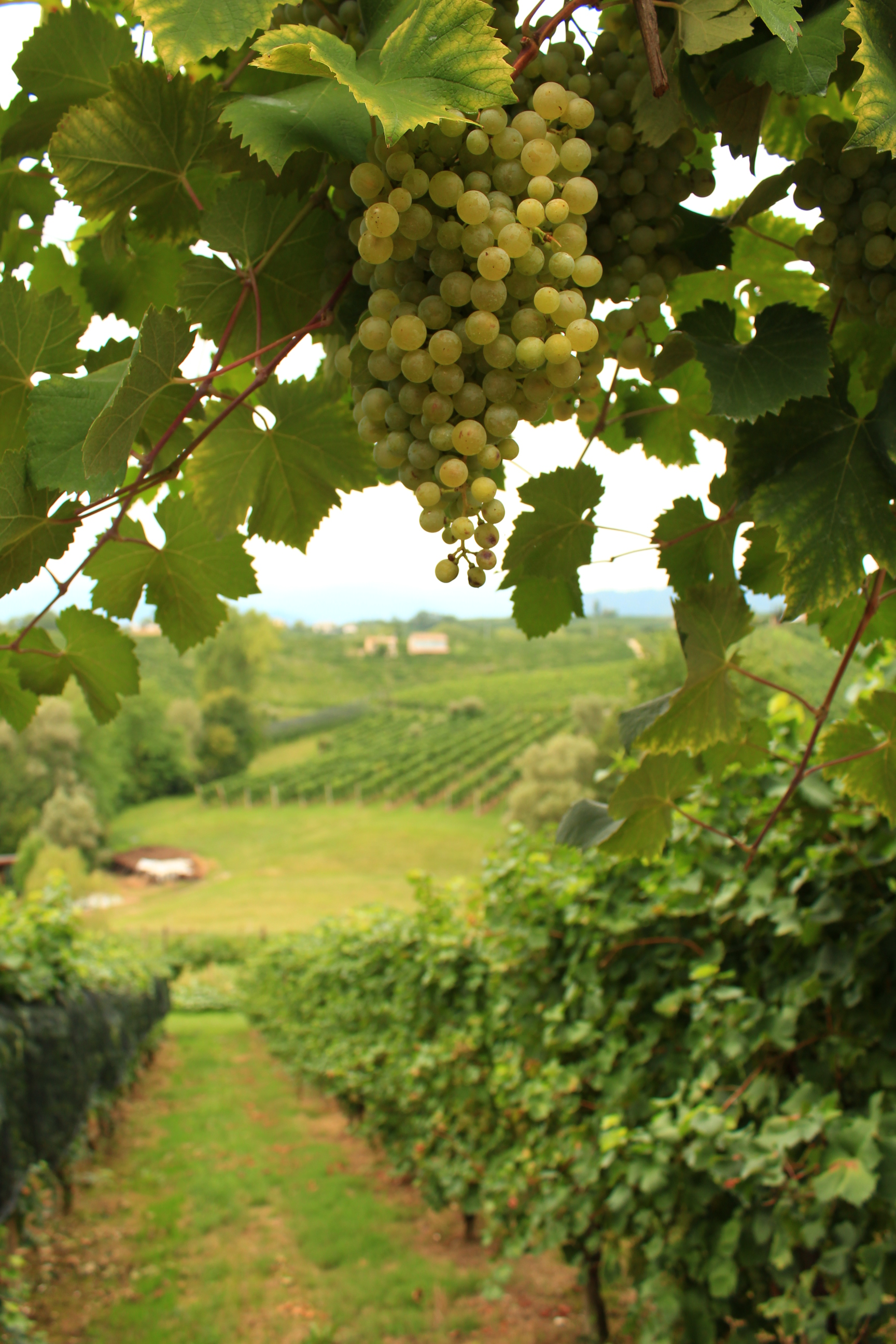
Глера

Глера або Просекко (італ. Glera або італ. Prosecco) — італійський технічний сорт білого винограду з регіону Венето. Застосовується для виробництва всесвітньо відомого ігристого вина Просекко.

## Історія
Глера має давню історію, згідно з деякими джерелами він був відомий ще у часи Римської імперії. До 2009 року сорт мав назву Просекко, але потім ця назва була закріплена виключно за торговими марками вин, а виноград отримав сучасну назву.

## Розповсюдження
Крім Італії вирощується також в Аргентині та Австралії.

## Характеристики сорту
Високоврожайний сорт, найкращі якості демонструє у теплому м'якому кліматі. Схильний до втрати зав'язі та ягід у несприятливих умовах. Сік має досить високу кислотність. Для Глери характерні великі або середнього розміру грона, видовжено-конічні або з відгалуженнями (крилами). Ягоди середні, вкриті тонкою золотисто-жовтою шкіркою, розташовуються в гронах із середньою щільністю. За формою ягоди можуть бути двох видів — круглі або довгасті. У довгастих ягодах показники вмісту цукру та кислот вище. Лист великий або середній за розміром, трьох- або п'ятилопатевий, нижня частина вкрита опушенням.

## Характеристики вина
З Глери виробляють зазвичай ігристі вина категорій DOCG та DOC. Залежно від кількості газу у пляшці вина поділяють на «італ. frizzante» — тиск газу у пляшці менш як 3 атм., та «італ. spumante» — тиск понад 3 атм. Залежно від вмісту цукру у вині вони поділяються на італ. brut, secco, demi-sec та ін. Рідше виробляють напівсухі тихі вина. Вино має блідо-жовтий колір, тонкий, приємний квітково-фруктовий аромат. Смак легкий, освіжаючий, з помірною кислотністю та збалансованими танінами. Післясмак майже відсутній.